# Camí del Plomall

El Camí del Plomall, respecte del terme d'Abella de la Conca

El Camí del Plomall és un antic camí del terme municipal d'Abella de la Conca, a la comarca del Pallars Jussà, en territori del poble de Bóixols.
Arrenca de la carretera L-511 en el punt quilomètric 14,5, des d'on davalla cap al sud-oest, i, fent fortes ziga-zagues, baixa fins al Rialb, el travessa pel Pont del Plomall, s'adreça per la riba esquerra a Cal Plomall primer, i al Molí del Plomall després.

## Etimologia
Es tracta d'un topònim romànic modern, de caràcter descriptiu: aquest camí mena al lloc del Plomall, on hi ha la masia, el molí, el pont i el paratge